# Jinh Yu Frey
Jinh Hie Yu Frey (Arkansas, Estados Unidos, 20 de mayo de 1985) es una artista marcial mixta estadounidense que compite en la división de peso paja de Ultimate Fighting Championship.

## Primeros años
Nació en Arkansas, pero creció en Texas. Se graduó en la Escuela Secundaria Palo Duro en 3 años con un Diploma de Logro Distinguido en el 2% superior de su clase. Obtuvo el título de licenciada en medicina nuclear en el Colegio Amarillo. Luego fue a la Universidad Estatal de Midwestern obteniendo un B.S. en Ciencias Radiológicas y finalmente fue a la Universidad de Texas en Arlington para su Maestría en agosto de 2015.
Su padre es coreano y murió cuando ella era joven. Tiene un hermano mayor, dos medio hermanos menores y una media hermana menor. Está casada con Douglas Frey.

## Carrera en las artes marciales mixtas
Adquirió notoriedad por primera vez cuando derrotó a Darla Harris en un combate de MMA que se hizo viral en Internet.

### Invicta FC
Sus anteriores victorias en el circuito regional de MMA llamaron la atención de Invicta FC. Su primer combate fue contra Jodie Esquibel, que perdió por decisión. En su segundo combate con la organización derrotó a su compañera de peso atómico Cassie Robb.
Derrotó a Liz McCarthy y a Hérica Tibúrcio por decisión unánime, ganando una oportunidad por el Campeonato Femenino de Peso Atómico de Invicta FC. Se enfrentó a Ayaka Hamasaki por el Campeonato Femenino de Peso Atómico en Invicta FC 19: Maia vs. Modafferi el 23 de septiembre de 2016. Perdió el combate por TKO en el segundo asalto.
Después de la fallida oportunidad por el título, se enfrentó a Ashley Cummins en Invicta FC 24: Dudieva vs. Borella el 15 de julio de 2017. Ganó el combate por decisión unánime.
De vuelta a la columna de victorias, desafió a Seo Hee Ham por el Campeonato Femenino de Peso Atómico de Road FC en Road FC 045 XX el 23 de diciembre de 2017. Perdió el combate por nocaut en el primer asalto.

#### Segunda oportunidad por el título de Invicta FC
Después de que su antigua enemiga Ayaka Hamasaki dejara vacante su título, se enfrentó a Minna Grusander por el vacante Campeonato Femenino de Peso Atómico de Invicta FC en Invicta FC 30: Frey vs. Grusander el 21 de julio de 2018. Después de ser superada en su mayoría, ganó el título a través de una decisión unánime que fue ampliamente considerada como controvertida.
Debido a la controvertida decisión, la pareja estaba programada para enfrentarse en una revancha en Invicta FC 33: Frey vs. Grusander II el 15 de diciembre de 2018. Defendió con éxito el título, ganando el combate por decisión dividida.
Después de la revancha con Grusander, pasó a desafiar a Ayaka Hamasaki por el campeonato de peso superatómico de Rizin en Rizin 16: Kobe el 2 de junio de 2019. Perdió el combate por decisión unánime.
Se esperaba que defendiera su título como estelarista en Invicta FC 37 en una revancha contra Ashley Cummins, pero se vio obligada a retirarse del combate debido a una lesión. El combate fue entonces reprogramado para Invicta FC 39: Frey vs. Cummins II el 7 de febrero de 2020. Sin embargo, no alcanzó al peso del campeonato y dejó vacante su título. A pesar de ello, las dos lucharon y ganó el combate por decisión unánime.

### Ultimate Fighting Championship
Debutó en la UFC contra Kay Hansen el 27 de junio de 2020 en UFC on ESPN: Poirier vs. Hooker. Perdió el combate por sumisión en el tercer asalto.
Se enfrentó a Loma Lookboonmee el 4 de octubre de 2020 en UFC on ESPN: Holm vs. Aldana. Perdió el combate por decisión unánime.
Se enfrentó a Gloria de Paula el 13 de marzo de 2021 en UFC Fight Night: Edwards vs. Muhammad. Ganó el combate por decisión unánime.
Se esperaba que se enfrentara a Istela Nunes el 31 de julio de 2021 en UFC on ESPN: Hall vs. Strickland. Sin embargo, Nunes se vio obligada a retirarse del combate por problemas de visa y fue sustituida por Ashley Yoder. Ganó el combate por decisión unánime.
Se esperaba que se enfrentara a Hannah Goldy el 26 de febrero de 2022 en UFC Fight Night: Makhachev vs. Green. El 23 de febrero, Goldy se retiró del combate por enfermedad y el combate se canceló.
Se enfrentó a Vanessa Demopoulos el 25 de junio de 2022 UFC on ESPN: Tsarukyan vs. Gamrot. Perdió el combate por decisión dividida.
Se enfrentó a Polyana Viana el 5 de noviembre de 2022 en UFC Fight Night: Rodriguez vs. Lemos. Perdió el combate por KO en el primer asalto.

## Campeonatos y logros

### Artes marciales mixtas
- Invicta Fighting Championships
  - Campeonato de Peso Atómico de Invicta FC (una vez)
    - Una defensa del título con éxito
- Campeonato de Peso Atómico de la SCS
  - Campeona de Peso Atómico de la SCS (una vez)
    - Una defensa del título con éxito

## Récord en artes marciales mixtas
| Resultado | Récord | Oponente           | Método                                 | Evento                                | Fecha                    | Ronda | Tiempo | Localización        | Notas |
| --------- | ------ | ------------------ | -------------------------------------- | ------------------------------------- | ------------------------ | ----- | ------ | ------------------- | --- |
| Derrota   | 11-10  | Victoria Dudakova  | Decisión (unánime)                     | UFC 294                               | 21 de octubre de 2023    | 3     | 5:00   | Abu Dhabi, Nevada   | Pelea de peso capturado (116,6 libras); Dudakova perdió peso.                                                                                            |
| Derrota   | 11-9   | Elise Reed         | Decisión (unánime)                     | UFC on ESPN: Kara-France vs. Albazi   | 3 de junio de 2023       | 3     | 5:00   | Las Vegas, Nevada   | |
| Derrota   | 11-8   | Polyana Viana      | KO (puñetazos)                         | UFC Fight Night: Rodriguez vs. Lemos  | 5 de noviembre de 2022   | 1     | 0:47   | Las Vegas, Nevada   | |
| Derrota   | 11-7   | Vanessa Demopoulos | Decisión (dividida)                    | UFC on ESPN: Tsarukyan vs. Gamrot     | 25 de junio de 2022      | 3     | 5:00   | Las Vegas, Nevada   | |
| Victoria  | 11-6   | Ashley Yoder       | Decisión (unánime)                     | UFC on ESPN: Hall vs. Strickland      | 31 de julio de 2021      | 3     | 5:00   | Las Vegas, Nevada   | |
| Victoria  | 10-6   | Gloria de Paula    | Decisión (unánime)                     | UFC Fight Night: Edwards vs. Muhammad | 13 de marzo de 2021      | 3     | 5:00   | Las Vegas, Nevada   | |
| Derrota   | 9-6    | Loma Lookboonmee   | Decisión (unánime)                     | UFC on ESPN: Holm vs. Aldana          | 4 de octubre de 2020     | 3     | 5:00   | Abu Dhabi           | |
| Derrota   | 9-5    | Kay Hansen         | Sumisión (barra de brazo)              | UFC on ESPN: Poirier vs. Hooker       | 27 de junio de 2020      | 3     | 2:26   | Las Vegas, Nevada   | Debut en el peso paja. |
| Victoria  | 9-4    | Ashley Cummins     | Decisión (unánime)                     | Invicta FC 39: Frey vs. Cummins II    | 7 de febrero de 2020     | 5     | 5:00   | Kansas City, Misuri | Frey no cumplió con el peso (105.8 libras) y fue despojada del Campeonato de Peso Atómico de Invicta FC. Sólo Cummins era elegible para ganar el título. |
| Derrota   | 8-4    | Ayaka Hamasaki     | Decisión (unánime)                     | Rizin 16                              | 2 de junio de 2019       | 3     | 5:00   | Kōbe                | Por el Campeonato de Peso Super Atómico de Rizin. |
| Victoria  | 8-3    | Minna Grusander    | Decisión (dividida)                    | Invicta FC 33: Frey vs. Grusander II  | 15 de diciembre de 2018  | 5     | 5:00   | Kansas City, Misuri | Defendió el Campeonato de Peso Atómico de Invicta FC. |
| Victoria  | 7-3    | Minna Grusander    | Decisión (unánime)                     | Invicta FC 30: Frey vs. Grusander     | 21 de julio de 2018      | 5     | 5:00   | Kansas City, Misuri | Ganó el vacante Campeonato de Peso Atómico de Invicta FC.                                                                                                |
| Derrota   | 6-3    | Seo Hee Ham        | TKO (puñetazos)                        | Road FC 045                           | 23 de diciembre de 2017  | 1     | 4:40   | Seúl                | Por el Campeonato de Peso Atómico de Road FC. |
| Victoria  | 6-2    | Ashley Cummins     | Decisión (unánime)                     | Invicta FC 24: Dudieva vs. Borella    | 15 de julio de 2017      | 3     | 5:00   | Kansas City, Misuri | |
| Derrota   | 5-2    | Ayaka Hamasaki     | TKO (parada médica)                    | Invicta FC 19: Maia vs. Modafferi     | 23 de septiembre de 2016 | 2     | 4:38   | Kansas City, Misuri | Por el Campeonato de Peso Atómico de Invicta FC. |
| Victoria  | 5-1    | Herica Tiburcio    | Decisión (unánime)                     | Invicta FC 16: Hamasaki vs. Brown     | 11 de marzo de 2016      | 3     | 5:00   | Las Vegas, Nevada   | |
| Victoria  | 4-1    | Liz McCarthy       | Decisión (unánime)                     | Invicta FC 14: Evinger vs. Kianzad    | 12 de septiembre de 2015 | 3     | 5:00   | Kansas City, Misuri | |
| Victoria  | 3-1    | Cassie Robb        | Sumisión (estrangulamiento por detrás) | Invicta FC 10: Waterson vs. Tiburcio  | 5 de diciembre de 2014   | 1     | 2:36   | Davenport, Iowa     | |
| Derrota   | 2-1    | Jodie Esquibel     | Decisión (dividida)                    | Invicta FC 8: Waterson vs. Tamada     | 6 de septiembre de 2014  | 3     | 5:00   | Kansas City, Misuri | |
| Victoria  | 2-0    | Darla Harris       | KO (patada en la cabeza y puñetazo)    | SCS 18: Declaration of Pain           | 27 de julio de 2013      | 1     | 3:13   | Hinton, Oklahoma    | Defendió el Campeonato de Peso Atómico de la SCS. |
| Victoria  | 1-0    | Meghan Wright      | Sumisión (estrangulamiento por detrás) | SCS 16: Resolution                    | 6 de abril de 2013       | 1     | 2:04   | Hinton, Oklahoma    | Debut en el peso atómico. Ganó el Campeonato de Peso Atómico de la SCS.                                                                                  |